# Samuel McLaren
Pour les articles homonymes, voir McLaren.
Samuel Bruce McLaren (16 août 1876 - 13 août 1916) est un mathématicien et physicien mathématique australien. Co-lauréat du prix Adams en 1913 et professeur de mathématiques à l'University College, Reading de 1913 jusqu'à sa mort lors de la bataille de la Somme.

## Enfance et formation
McLaren est né à Edo, près de Tokyo, au Japon, fils aîné du révérend Samuel Gilfillan McLaren MA, missionnaire écossais et plus tard professeur d'histoire sacrée et de littérature biblique au Presbyterian Union Theological Seminary, et Marjory Millar McLaren née Bruce,. L'enfant aîné de ses frères et sœurs comprenait Mary, Charles McLaren (en) (psychiatre et plus tard missionnaire en Corée) et Marjory. En 1886, la famille déménage en Australie, où, en 1889, son père devient directeur du Presbyterian Ladies' College (en) de Melbourne. Samuel McLaren fait ses études à la Brighton Grammar School (en) et au Scotch College de Melbourne (en), où il est dux en mathématiques en 1893. Il obtient une bourse à l'Ormond College (en) de l'Université de Melbourne et obtient le baccalauréat ès arts à la fin de 1896 avec les honneurs finaux de première classe et les honneurs finaux et les bourses Wyselaskie en mathématiques. Il partage également la bourse Dixon en philosophie naturelle. L'un de ses professeurs à l'Université déclare en 1903 que McLaren est de loin l'étudiant le plus capable qu'il ait rencontré au cours de ses douze années de mandat, et dont la capacité devrait être suffisante pour le placer dans une position très visible en tant que penseur original.

## Études en Angleterre
Déménageant en Angleterre en 1897, McLaren fréquente le Trinity College de Cambridge et est élu dans une bourse majeure en 1899, il est le troisième wrangler la même année. Participant à la 2e partie des tripos mathématiques en troisième année, il se classe en deuxième division de la première classe. Il reçoit une bourse d'études Isaac Newton en astronomie et optique physique en 1901 et obtient son diplôme de maîtrise en 1905. Non absorbé par les seules mathématiques, il s'intéresse à la philosophie, à la littérature et à l'art, et joue au football, au tennis et pratique la boxe.

## Carrière mathématique
McLaren est maître de conférences en mathématiques à l'University College de Bristol (en) de 1904 à 1906. Puis de 1906 à 1913  il obtient un poste similaire à l'université de Birmingham. Entre 1911 et 1913, il écrit d'importants articles sur les radiations qui sont publiés dans le Philosophical Magazine, et il présente certaines des parties les plus fondamentales de son travail au congrès mathématique de Cambridge en 1912. John William Nicholson, professeur de mathématiques à l'Université de Londres, écrit en 1918 que McLaren « avait sans aucun doute anticipé Einstein et Abraham dans leur suggestion d'une vitesse variable de la lumière, avec les expressions conséquentes pour l'énergie et la quantité de mouvement du champ gravitationnel ». En 1913, il est nommé professeur de mathématiques à l'University College de Reading, où il s'intéresse beaucoup au développement de la jeune université. En 1913, il partage le prix Adams biennal de l'Université de Cambridge avec Nicholson.

## Fin de vie
En 1914, il visite l'Australie avec d'autres membres de la British Association for the Advancement of Science et rencontre à nouveau ses parents peu de temps avant la mort de son père. La Première Guerre mondiale éclate alors qu'il est en Australie et à son retour en Angleterre, il s'enrôle et reçoit un poste de lieutenant dans le Royal Engineers. Même s'il déteste les effusions de sang et est complètement hors de son élément, il effectue un travail précieux comme responsable de la signalisation et des communications électriques.
Lors de la bataille de la Somme, le 26 juillet 1916, près d'Abbeville, il reçoit une balle dans la tête alors qu'il tente de dégager un puits de bombes menacé par un incendie à proximité. Il revient une seconde fois pour continuer ce travail, mais est à nouveau touché. Il est transporté sur une civière jusqu'au poste de secours, en chemin, les porteurs posent la civière pour une minute de repos, et le lieutenant McLaren se lève, déclarant qu'il était trop lourd et qu'il allait marcher. Il s'effondre et après quelques jours à l'hôpital, il décède de ses blessures le 13 août 1916. Il n'était pas marié et est enterré à Abbeville.
Décrit comme « absolument intrépide et intrépide à un point tel qu'il était à la fois une anxiété pour ses frères officiers et une inspiration pour ses hommes », une des tragédies de sa mort fut qu'elle se produisit avant qu'il ne publie ses articles et par conséquent beaucoup de son travail a été perdu. Sa mort et celle d'Henry Moseley ont été considérées comme peut-être les deux pertes les plus irréparables pour la science britannique causées par la Première Guerre mondiale. Les articles de McLaren ont été publiés à titre posthume sous le titre Scientific Papers (Cambridge, 1925) avec une préface de Sir Joseph Larmor, une « appréciation personnelle » du professeur. Hugh Walker et une réimpression d'une nécrologie du Prof. JW Nicholson.
Son frère Charles était un éminent psychiatre et missionnaire en Asie de l'Est.